# Lepturomyia matilei
Lepturomyia matilei är en skalbaggsart som beskrevs av Reé Michel Quentin 2000. Lepturomyia matilei ingår i släktet Lepturomyia och familjen långhorningar.
Artens utbredningsområde är Madagaskar. Inga underarter finns listade i Catalogue of Life.